# Kill for Love
Kill for Love è il quarto album del gruppo musicale statunitense Chromatics, pubblicato il 26 marzo del 2012 e distribuito dall'etichetta di Johnny Jewel Italians Do It Better. Accolto dal plauso universale della critica, sul sito Metacritic ottiene un punteggio di 80/100.
Il disco è inserito in numerose liste dei critici dei migliori album del 2012, tra cui quelle di AllMusic, Consequence, Exclaim!, The Guardian, Pitchfork, PopMatters (che lo nomina miglior album indie rock dell'anno) e The Village Voice.
| Recensione         | Giudizio |
| ------------------ | -------- |
| AllMusic           | [ 1 ]    |
| Pitchfork          | [ 2 ]    |
| The Boston Phoenix | [ 11 ]   |
| Stylus Magazine    | [ 2 ]    |
| Spin               | [ 12 ]   |
| Consequence        | A−       |
| NME                | [ 14 ]   |
| PopMatters         | [ 15 ]   |
| Prefix             | [ 2 ]    |
| NOW Magazine       | [ 2 ]    |

## Tracce
Testi di Neil Young (traccia 1), John David V (tracce 2-16), Adam Miller (tracce 2, 4, 6, 8, 10-12, 14 e 16), Ruth Radelet (tracce 4 e 12), Nat Walker (tracce 7 e 15).
1. Into the Black – 5:23
2. Kill for Love – 3:58
3. Back from the Grave – 3:43
4. The Page – 3:36
5. Lady – 5:08
6. These Streets Will Never Look the Same – 8:37
7. Broken Mirrors – 7:03
8. Candy – 2:30
9. The Eleventh Hour – 3:28
10. Running from the Sun – 7:07
11. Dust to Dust – 2:41
12. Birds of Paradise – 4:26
13. A Matter of Time – 5:06
14. At Your Door – 3:53
15. There's a Light Out on the Horizon – 4:44
16. The River – 6:10

Durata totale: 77:33
Digital edition and limited-edition vinyl bonus track
1. No Escape – 14:00

## Classifiche
| Classifica (2012)              | Posizione massima |
| ------------------------------ | ----------------- |
| Belgio (Fiandre)               | 67                |
| Belgio Alternative Albums      | 32                |
| Belgio Heatseekers             | 5                 |
| Norvegia                       | 27                |
| Paesi Bassi                    | 93                |
| US Heatseekers Albums          | 4                 |
| US Independent Albums          | 42                |
| US Top Dance/Electronic Albums | 11                |